# Geir Sveinsson
Geir Sveinsson, né le 27 janvier 1964 en Islande, est un joueur, puis un entraîneur islandais de handball. Droitier, il jouait au poste de pivot et a été capitaine de l'équipe d'Islande pendant plusieurs années.
Reconverti entraîneur, il a été responsable du club allemand du SC Magdebourg puis le sélectionneur de l'équipe nationale d'Islande.

## Carrière de joueur
Il a été sélectionné 340 fois en équipe d'Islande, avec laquelle il a marqué 502 buts. Il a notamment participé aux Jeux olympiques de Séoul en 1988 (8e place), puis, comme capitaine, à ceux de Barcelone en 1992 où il est battu par l’équipe de France dans le match pour la médaille de bronze. Au championnat du monde 1995 disputé en Islande, il a été élu meilleur pivot de la compétition.

## Palmarès
- Vainqueur de la Coupe du Roi : 1992 (avec Alzira)
- Vainqueur de la Coupe EHF : 1994 (avec Alzira)

### Distinctions individuelles
- élu meilleur pivot du Championnat du monde 1995[3]
- élu Sportif islandais de l’année (en) en 1997[4]